# Jasmuheen

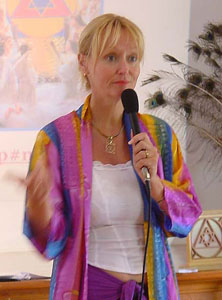
Ellen Greve alias Jasmuheen

Jasmuheen, mit bürgerlichem Namen Ellen Greve (* 1957), ist eine australische Esoterikerin und Buchautorin.

## Leben
Ellen Greve wurde als einzige Tochter norwegischer Auswanderer in Australien geboren. Die ehemalige Bankangestellte leitet Seminare mit esoterischen Inhalten, die sie laut eigener Behauptung als „Pressesprecherin“ der „Großen Weißen Bruderschaft“ medial von deren Mitglied, dem 1784 verstorbenen Grafen von Saint Germain, empfängt.
In den Jahren 1997 bis um 2000 wurde sie vor allem im deutschsprachigen Raum als Erfinderin des 21-tägigen „Lichtnahrungsprozesses“ bekannt. Bei der Lichtnahrung (vereinzelt auch „Breatharianismus“ oder „Liquidarismus“ genannt) soll es sich um eine „feinstoffliche Ernährungsform“ handeln, welche angeblich ohne die Zufuhr fester und flüssiger Nahrung auskommt. Greve behauptete ursprünglich, sie selbst käme ohne Nahrung und ohne Flüssigkeit aus.
Einer breiteren Öffentlichkeit wurde sie 1999 durch eine Reportage des australischen Fernsehens bekannt, in der sie aus Anlass der bis zu diesem Zeitpunkt bekanntgewordenen drei Todesopfer, die einen Lichtnahrungsprozess nach Greve begonnen hatten, interviewt wurde. Nach dem Interview stimmte sie einem Selbstversuch unter kontrollierten Bedingungen zu, der jedoch verfrüht abgebrochen wurde, nachdem sie lebensbedrohliche Symptome des Verdurstens gezeigt hatte.

## Lehre

### Nahrungslosigkeit
Ellen Greve behauptet, sich seit 1993 ausschließlich von Prana (Lebensenergie) zu ernähren. Diese sogenannte Nahrungslosigkeit wird von ihr als Lichtfasten bezeichnet. Nach mehreren Zwischenfällen, bei denen sie entgegen ihren Behauptungen bei Mahlzeiten gesehen wurde, gab sie an, ob sie Nahrung zu sich nähme, sei für ihre Lehre irrelevant. Schon früher hatten Besucher berichtet, ihre Küche sei stets voller Nahrungsmittel gewesen – die Nahrung sei für ihren Mann, hatte Greve behauptet.
Obwohl sie behauptet, sich von Licht zu ernähren, trinkt Greve laut ihrem eigenen Bekunden Tee mit Milch und isst Honig und Schokolade.

### Der sogenannte Lichtnahrungsprozess
Lichtnahrungsgläubige behaupten, es gebe im deutschsprachigen Raum 5000 bis 6000, weltweit insgesamt 8000 bis 9000 Personen, die sich vorwiegend im Zeitraum von 1997 bis 2000 dem rigorosen dreiwöchigen „Lichtnahrungsprozess“ (LNP) zur einleitenden Nahrungsumstellung unterzogen hätten, den Greve in ihrem Erstwerk Lichtnahrung propagierte und als Experiment einer „süßen Revolution“ bezeichnete. Die meisten Probanden kehrten schließlich aus eigenem Entscheid wieder zu normalen Essgewohnheiten zurück, obwohl etwa 2 Prozent davon behaupten, auch nach ihrer initiatorischen Rückzugsphase über einen mehrmonatigen Zeitraum nahrungsfrei im Sinne von Greve gelebt zu haben oder zu leben.
Im Herbst 1999 berichtete die Presse, ausgelöst durch einen Focus-Artikel von drei Todesfällen in Verbindung mit dem LNP – in Deutschland (bereits 1997), Schottland und Australien. Die Betroffenen hatten sich allein oder mit Begleitung dem Nahrungsentzug nach den Vorgaben des Buchs von Greve ausgesetzt. Vermutlich starben sie anhand des in der ersten LNP-Woche geforderten kompletten Flüssigkeitsentzugs an den Folgen von Organversagen und Austrocknung. Ein australisches Gericht verurteilte im Jahr 2000 das Prozessbegleiterpaar der 59-jährigen Australierin Lani Morris, die einen Hirnschlag und Nierenversagen erlitten hatte, zu einer Haftstrafe wegen Totschlags. Greve wies eine Mitverantwortung an dieser tragischen Entwicklung zurück und behauptete über ein Opfer: „Sie war nicht rein (reine Aura) und hatte auch nicht die richtige Motivation.“ Die Zeitschrift Esotera assistierte mit der Bemerkung, ein Toter sei nicht zu viel angesichts der Befreiung der Welt von Hunger. Nach massiver Kritik aus unterschiedlichen Lagern schwenkte Greve auf den „sanften Weg zur Lichtnahrung“ um, den sie 2004 in Buchform vorstellte.
2011 ereignete sich ein vierter Todesfall in Zusammenhang mit Ellen Greves Publikationen. Angeregt vom Dokumentarfilm Am Anfang war das Licht des österreichischen Regisseurs Peter-Arthur Straubinger, unterzog sich eine Ostschweizerin mittleren Alters dem „Lichtnahrungsprozess“ und wollte danach dauerhaft von Prana leben. Die Frau wurde wenige Monate nach der Fastenkur tot in ihrem Haus aufgefunden. Bei der Obduktion stellte die Staatsanwaltschaft Tod durch Verhungern fest.

### Misslungener Selbstversuch
1999 willigte Greve ein, sich einer medizinisch begleiteten Testwoche des Lichtfastens ohne Nahrungs- und Flüssigkeitszufuhr zu unterziehen, die von der australischen Fernsehsendung 60 Minutes veranstaltet wurde. In einem Hotelzimmer wurde die von der Außenwelt isolierte Probandin rund um die Uhr gefilmt. Nach vier Tagen wurde der Versuch aufgrund der fortschreitenden Dehydratation und des rapiden Gewichtsverlusts durch die begleitende Ärztin gegen den Willen der Probandin abgebrochen. Greve gab an, sich aus „Arroganz und Naivität“ zu dem Test verleiten lassen zu haben, rückte jedoch erst viel später von ihren für Kunden potenziell tödlichen Behauptungen ab.

### Kursänderung
Weitere medizinisch überwachte Projekte zum Nachweis der Nahrungslosigkeit, ob an Gruppen, wie ursprünglich von ihr als 33-tägiges Großexperiment geplant, oder an ihr selbst durchgeführt, hat sie zurückgezogen bzw. abgewiesen.
Für ihr Buch Lichtnahrung (Living on Light) wurde sie im Jahr 2000 an der Harvard University mit dem satirischen Ig-Nobelpreis für „Literatur“ bedacht.
Ab dem Jahr 2004 empfahl Greve statt des 21-tägigen „Lichtnahrungsprozesses“ den „Sanften Weg zur Lichtnahrung“, bei dem man von Prana leben und weiterhin das Essen genießen könne. Die Umstellung von Nahrung auf Licht soll dabei nur sehr langsam über Jahre hinweg erfolgen. Nach dieser Kursänderung ihrer Lehrinhalte teilte die Australierin in einem Interview im Sommer 2006 mit: „Die Diskussion, ob sie nun esse oder nicht, sei belanglos.“
Greve bleibt weiterhin alle Belege für sämtliche ihrer Behauptungen schuldig. Auch prinzipielle Fragen, beispielsweise, warum sie ihre Lehren nur gegen Honorar in den wohlhabenden Erstweltländern verkünde und nicht in hungerleidenden Gebieten Afrikas, bleiben stets unbeantwortet.

### DNA-Besonderheit
Greve behauptet auch, dass ihre DNA aus zwölf statt wie bei allen anderen Lebewesen nur aus zwei Strängen bestehe. Die Australian Skeptics hatten ihr zur Überprüfung dieser Aussage 30.000 Australische Dollar für einen Bluttest angeboten. In einem Interview erklärte sie, sie müsse darüber nachdenken, verstünde aber nicht die Relevanz dieses Tests für ihre Behauptung. Die James Randi Educational Foundation erhöhte die Summe für den Bluttest auf über eine Million US-Dollar. Bis heute hat sie diesen Bluttest weder durchführen lassen noch ist sie von ihrer Behauptung abgerückt, ihre DNA habe zwölf Stränge.

## Rezeption
Michael Utsch schrieb über Jasmuheen und ihre Veranstaltungen: „Jasmuheen hat einen angesagten Psycho-Cocktail zusammengestellt. Die präsentierte Mischung aus Party-Event und Erleuchtungs-Versprechen – gewürzt mit etwas Neohinduismus, Channeling und Astrologie – weist ihr Projekt als zeitgemäßes Angebot der Psychoszene aus.“

## Schriften
- Lichtnahrung. Die Nahrungsquelle für das kommende Jahrtausend. Koha-Verlag, Burgrain 1997, ISBN 3-929512-26-2.
- In Resonanz. Das Geheimnis der richtigen Schwingung. Koha-Verlag, Burgrain 1998, ISBN 3-929512-28-9.
- zusammen mit ihrem Ehemann Jeff: Bliss. Biofelder und Glückseligkeit. Die Kunst, erfolgreich zu leben. Bliss-Edition, 2002, ISBN 3-936862-00-1.
- Sanfte Wege zur Lichtnahrung. Von Prana leben und weiterhin das Essen genießen. Koha-Verlag, Burgrain 2004, ISBN 3-936862-18-4.